# Nissan Cedric Y31
Nissan Cedric Y31 — седьмое поколение Nissan Cedric. 

## Описание
Nissan Cedric Y31 впервые был представлен в конце 1987 года. До 1991 года автомобиль был доступен в кузове хардтоп, до августа 1999 года — в кузове универсал, а до 2015 года — в кузове седан.
Это поколение обрело популярность, особенно в период до Японского финансового пузыря, до середины 1991 года. Стиль стал более округлым, и дополнительное внимание было уделено опциональным функциям. Комплектации были, как и в предыдущем поколении, но с некоторыми изменениями.
Хардтоп получил индекс V30 Turbo Brougham VIP, а седаны —  V30E Brougham VIP, V30 Brougham, V20 Twincam Turbo Brougham, RD28 Brougham, Classic SV (с двигателями V20E или RD28), Classic (с двигателями V20E или RD28), V20 Twincam Turbo Grandturismo SV, V20 Twincam Turbo Granturismo и V20E Granturismo. Спортивный вариант получил короткие бамперы и обвесы, а также двухлитровый двигатель VG20DET.
В 2012 году на момент запуска хардтопа Y32 седан Y31 прошёл рестайлинг и выпускался до 2015 года для работы в японских службах такси. Автомобиль выпускался в комплектациях V30 Turbo Brougham VIP, V30E Brougham VIP, V30E Brougham, V20 Twincam Turbo Brougham, RD28 Brougham, Classic SV (с двигателями V20E или RD28), Classic (с двигателями V20E или RD28), с базовой моделью Supercustom (с двигателями V20E или RD28). Был также ограниченный выпуск длиннобазной модели, построенной компанией Autech.

## Двигатели
- 2.0 L VG20E (VG20P до июля 2007 года)
- 2.0 L VG20DET (DOHC с турбонаддувом)
- 3.0 L VG30E
- 3.0 L VG30DE (DOHC)
- 3.0 L VG30DET (с турбонаддувом)
- 2.0 L RB20P (до июня 2002 года)
- 2.0 L CA20P (1987—06.1991)
- 2.0 L NA20P/PE (с июня 1991 года, NA20PE с сентября 2010 года)
- 2.7 L TD27 (до 2000 года; экспорт только на азиатские рынки)
- 2.8 L RD28, 94 л. с. (69 кВт) при 4800 об/мин (до августа 1999 года)
- 2.8 L RD28E, 100 л. с. (74 кВт) при 4800 об/мин (08.1999—06.2002)[3]
- 3.2 L QD32 (эксклюзивно для индонезийской службы такси)

## Галерея
- Nissan Cedric Custom
- Вид сзади
- Интерьер
- Интерьер Nissan Cedric Classic
- Nissan Cedric Brougham
- Nissan Cedric Y31 с маленькими бамперами
- Вид сзади
- Интерьер Nissan Cedric Brougham